# Mikołajki (gmina)
Mikołajki est une gmina mixte du powiat de Mrągowo, Varmie-Mazurie, dans le nord de la Pologne. Son siège est la ville de Mikołajki, qui se situe environ 21 km à l'est de Mrągowo et 72 km à l'est de la capitale régionale Olsztyn.
La gmina couvre une superficie de 256,41 km2 pour une population de 8 435 habitants.

## Géographie
Outre la ville de Mikołajki, la gmina inclut les villages de Baranowo, Cimowo, Cudnochy, Dybowo, Faszcze, Górkło, Grabek, Grabnik, Grabnik Mały, Grabówek, Grabówka, Inulec, Jora Mała, Jora Wielka, Kolonia Mikołajki, Kulinowo, Lelek, Lisiny, Lisunie, Lubiewo, Łuknajno, Łuknajno-Leśniczówka, Małaszewo, Mateuszek, Nadawki, Nowe Sady, Olszewo, Osa, Prawdowo, Pszczółki, Sady, Śmietki, Śmietki Małe, Stawek, Tałty, Tałty SHR, Urwitałt, Woźnice, Zełwągi et Zielony Gaj.
La gmina borde les gminy de Miłki, Mrągowo, Orzysz, Piecki, Pisz, Ruciane-Nida et Ryn.